# Sybra marcida
Sybra marcida är en skalbaggsart som beskrevs av Francis Polkinghorne Pascoe 1865. Sybra marcida ingår i släktet Sybra och familjen långhorningar. Inga underarter finns listade i Catalogue of Life.